# Aposthonia maerens
Aposthonia maerens is een insectensoort uit de familie Oligotomidae, die tot de orde webspinners (Embioptera) behoort. De soort komt voor in Java.
Aposthonia maerens is voor het eerst wetenschappelijk beschreven door Roepke in 1919.